# 24829 Berounurbi
24829 Berounurbi este un asteroid din centura principală de asteroizi.

## Descriere
24829 Berounurbi este un asteroid din centura principală de asteroizi. A fost descoperit pe 22 septembrie 1995 la Observatorul din Ondřejov de Lenka Šarounová. Asteroidul prezintă o orbită caracterizată de o semiaxă mare de 2,29 ua, o excentricitate de 0,14 și o înclinație de 5,8° în raport cu ecliptica.